# Shane Gould
Shane Gould, MBE, avstralska plavalka in trenerka, * 23. november 1956, Sydney.
Do danes je edina oseba (tako moški kot ženska), ki je držala vse svetovne rekorde v prostem slogu na razdaljah od 100 do 1.500 m. Poleg tega je bila prva ženska plavalka, ki je osvojila tri zlate olimpijske medalje v času svetovnega rekorda.